# Pane, amore e fantasia
Pane, amore e fantasia (br: Pão, amor e fantasia) é um filme de comédia italiano de 1953, dirigido por Luigi Comencini, que segue a estória do comandante Antonio Carotenuto e Maria de Ritis.

## Sinopse
Na década de 1950, o comandante Antonio Carotenuto vai para Sagliena, um vilarejo fictício na região central da Itália, para assumir seu novo posto. Lá ele conhece a jovem Maria de Ritis, por quem se interessa, mas ela está apaixonando por Pietro, um dos subordinados do militar, que resolve então ficar com Annarella, a parteira da cidade, que o ama. Só que a parteira guarda um segredo que vai deixar o comandante numa situação complicada.

## Elenco
- Vittorio De Sica .... Antonio Carotenuto
- Gina Lollobrigida .... Maria de Ritis
- Marisa Merlini .... Annarella Mirziano
- Virgilio Riento .... Don Emidio
- Tina Pica .... Caramella
- Maria-Pia Casilio .... Paoletta
- Roberto Risso .... Pietro Stelluti
- Memmo Carotenuto .... Sirio Baiocchi

## Principais prêmios e indicações
Oscar 1955 (EUA): Indicado na categoria de Melhor História Original.
BAFTA 1955 (Reino Unido): Indicado nas categorias de melhor filme de qualquer origem e melhor atriz estrangeira (Gina Lollobrigida).
Festival de Berlim 1954 (Alemanha): Luigi Comencini recebeu o Leão de Prata.